# Георг Бюхман
Ге́орг Бю́хман (нім. Georg Büchmann, 4 січня 1822, Берлін — 24 лютого 1884, Берлін) — німецький філолог та лексикограф.
Георг Бюхман став відомим завдяки виходу 1864 року у світ його книги «Крилаті слова» (нім. Geflügelte Worte), збірки цитат. Саме після виходу цієї книги словосполучення крилаті слова набуло термінологічного значення.

## Див. також

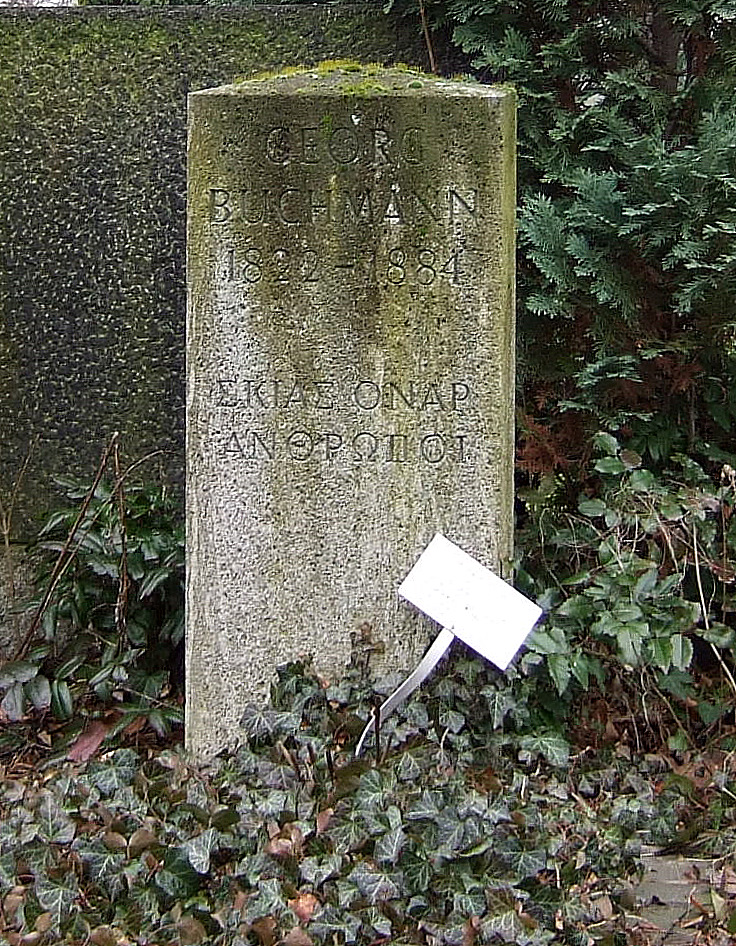
Могила Бюхмана в Берліні